# Sérvio-brasileiro
Sérvio-brasileiro é um brasileiro de total, predominantemente ou parcial ascendência sérvia ou um imigrante sérvio no Brasil.

## Pessoas notáveis
- Dejan Petković / Rambo, jogador de futebol
- Lyanco Vojnović, jogador de futebol
- Mitar Subotić, músico e compositor
- Duda Yankovich, lutadora de MMA e boxeadora
- Slobodan Soro, jogador de polo aquático
- Aleksandar Mandic, empresário.